# 黃金之門

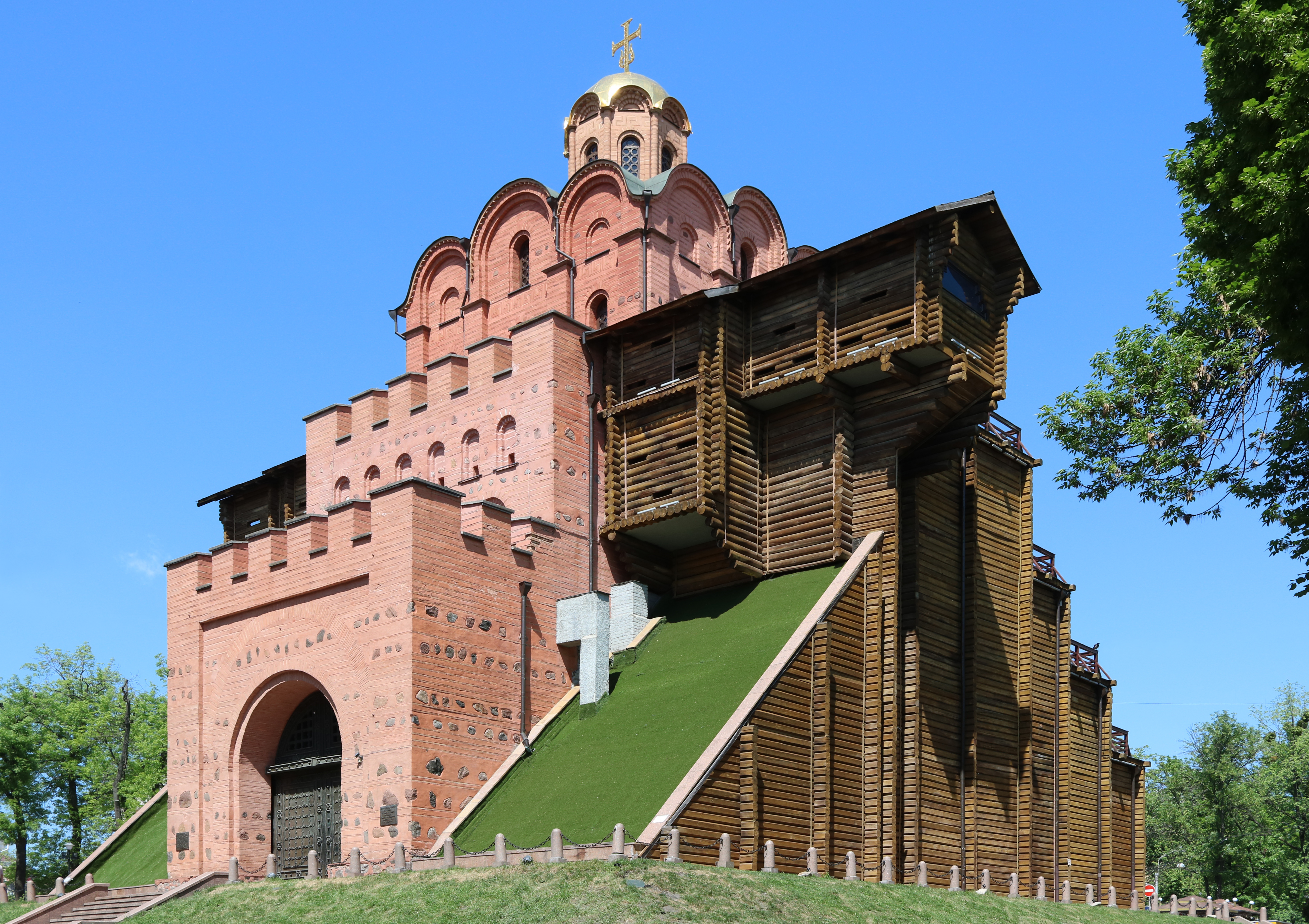
金門被後世修復後的外貌

金門（羅馬化：Zoloti vorota），是基辅罗斯（现在的烏克蘭首都基輔）的古代城牆的一道城門，這個名字在現代亦被用在旁邊的劇院。城門建於11世紀中葉，是基輔太子智者雅羅斯拉夫的三大建設之一。一般認為這門的設計參考了君士坦丁堡城牆的同名城門Porta Aurea。1240年在拔都的金帳汗國軍隊進攻下，城門受到部分的破壞。及後金門繼續扮演著基輔的城門角色，直到1832年在它徹底地變成遺跡之前，政府才開始著手對城門進行維護工程，1970年在金門旁加建了展覽館介紹金門和古基輔的歷史。1982年為紀念基輔建城1500週年，在缺少充實證據的情況下對金門進行了徹底的重建，是次工程被一些美術歷史學家批評為對金門的毀壞。
1989年建於金門旁的基輔地鐵3號線同名中途站，其車站的豪華裝修就是參照了金門的建築設計。

## 備注
1. 中性复数

## 外部連結
- Golden Gate （页面存档备份，存于） Kiev.inf （英文）
- Golden Gate （页面存档备份，存于） 烏克蘭百科 （英文）
- Золотые ворота 基輔神聖的歷史 （俄文）
- Golden Gate 基輔神聖的歷史 （俄文）